# NGC 4288
NGC 4288 (również PGC 39840 lub UGC 7399) – magellaniczna galaktyka spiralna z poprzeczką (SBm), znajdująca się w gwiazdozbiorze Psów Gończych. Odkrył ją William Herschel 10 kwietnia 1788 roku.